# Зурен, Фриц
Фриц Зурен (нем. Fritz Suhren; 10 июня 1908, Фарель, Германская империя — 12 июня 1950, под Зандвайером, Баден-Баден) — штурмбаннфюрер СС и комендант концлагеря Равенсбрюк.

## Биография
Фриц Зурен родился 10 июня 1908 в семье продавца текстиля. Окончил реальное училище и посещал ремесленную школу, выучившись на декоратора. С 1927 года работал экспедитором и был управляющим складом на хлопковой фабрике в Цетеле. В результате плохой экономической ситуации в 1931 году потерял работу и вернулся в Фарель, где работал в магазине у своих родителей. Зурен был женат, в браке родилось трое детей.
1 октября 1928 года присоединился к Штурмовым отрядам (СА). 1 декабря (по другим данным, в сентябре) 1928 года вступил в НСДАП (билет № 109561). 29 октября 1931 года перешёл из СА в ряды СС (№ 14862). В 24-м штандарте СС «Восточная Фризия» в Вильгельмсхафене он служил в штабе и администрации. 18 июня 1934 года был принят в руководящий корпус СС. 6 июля 1935 года был назначен адъютантом. Он оставался на этой должности до 1937 года, занимаясь также кадровыми вопросами.
В 1936 и 1937 годах дважды проходил многонедельные военные учения в вермахте, последние из которых окончил в качестве кандидата в офицеры запаса. В начале 1937 года его перевели в Гамбург, где он впервые принял командование ротой СС. В 1937 и 1938 году посещал административные курсы в унтер-офицерской школе СС в Дахау.
После Аншлюса Австрии 1 марта 1939 года стал начальником штаба абшнита СС в Граце, где служил вместе с будущим комендантом концлагеря Заксенхаузен Гансом Лорицем. Во второй половине года Зурен, страдавший от алкоголизма, должен был взять на себя обязательство не употреблять больше алкогольных напитков в течение последующих двух лет. В сентябре 1939 года был освобождён от военной службы, а в декабре 1939 года возглавил абшнит СС.
В марте 1941 года Зурен был откомандирован в концлагерь Маутхаузен и вскоре назначен заместителем шуцхафтлагерфюрера. 3 мая 1941 года стал вторым шуцхафтлагерфюрером . Зурен одобрял безудержные всплески насилия со стороны блокфюреров под его руководством. Он лично следил за поддержанием дисциплины в лагере, применяя жестокие наказания за малейшие нарушения строгих лагерных правил. В апреле 1941 года больные и слабые заключённые были отобраны из группы от 300 до 350 заключённых в рамках акции 14f13. Отбор проводили врачи, ответственные за Программу Т-4 по умерщвлению нацистами душевнобольных людей. В июне 1941 года 269 заключённых были перевезены в центр уничтожения Пирна-Зонненштайн и там уничтожены. Так Зурен смог получить первый опыт организации убийств. Летом 1941 года Зурен присутствовал на встрече в инспекции концлагерей, на которой обсуждалось подготовка убийства 10 000 советских военнопленных в немецких концлагерях. Для осуществления этой акции массовых убийств, в течение которой было убито 10 000 советских военнопленных выстрелом в затылок, Зурен вместе со своим начальником Генрихом Форстером выбирали блокфюреров. Свидетели из числа лагерного персонала подтверждали, что Зурен сам принимал участие в расстрелах. Весной 1942 года Зурен в качестве преемника Форстера стал 1-м шуцхафтлагерфюрером. 22 мая 1942 года лагерный староста Гарри Науйокс получил от Зурена приказ публично повесить профессионального преступника Ганса Трёбеля на площаде в лагере, на которой проходила перекличка, 24 мая, причём все заключённые в лагере должны были выстроиться в ряд. Трёбеля обвинили в краже одежды и продуктов питания в лагере. Генрих Гиммлер приказал, чтобы казнь не проводил член СС. Науйокс отказался выполнить приказ. Однако затем Зурен приказал другому заключённому, отбывавшему наказание в лагерной тюрьме, совершить казнь. Науйокс не получил наказания от Зурена за свой отказ, что удивило его. В тот же день в Заксенхаузене был расстрелян за сопротивление государственной власти заключённый Лео Склярек
1 сентября 1942 года Освальдом Полем был назначен комендантом концлагеря Равенсбрюк. С 1943 года в концентрационном лагере началась массовая гибель людей. На момент приёма лагеря в нём находилось около 10 000 женщин-заключённых. В 1944 году число женщин в лагере увеличилось до более чем 70 000. Всего в Равенсбрюке находилось 132 000 женщин, из которых погибло от 20 000 до 30 000, большинство из них при Зурене. Аня Лундхольм рассказывает о жестоких методах Зурена в своей книге «Адские врата». Согласно этим данным, он также был ответственен за казнь тысяч пленных незадолго до окончания войны. С осени 1944 года тысячи женщин и мужчин погибли от постоянно ухудшающихся условий жизни. Более 5000 женщин были убиты в газовой камере в начале 1945 года при подготовке к эвакуации лагеря. Во время руководства Зурена в лагере проходили медицинские эксперименты по военной хирургии врача СС профессора Карла Гебхардта, которые в 1946/47 годах стали предметом разбирательства на Нюрнбергского процессе над врачами.
В конце апреля 1945 года Зурен вместе со старшей надзирательницей Доротеей Бинц, обершарфюрером СС Гансом Пфлаумом и адъютантом гауптштурмфюрером СС Карлом Хайманом покинули лагерь вместе с польскими заложниками и двинулись на север. После этого Зурен по Крысиной тропе выдвинулся во Фленсбург. Под Людвигслюстом избавился от своей формы и позже уехал на юг с фальшивыми документами. 14 июня 1945 года в окрестностях Гельзенкирхена его опознала одна женщина. Зурен был доставлен в лагерь для интернированных Нойенгамме. В ноябре 1946 он бежал вместе с Гансом Пфлаумом до того как предстал перед судом. 17 и 18 ноября 1946 года находился в Гамбурге.
Зурен прибыл в Баварию 20 ноября 1946 года. Там он поселился в деревне Эппеншлаг под именем Герберт Пакуш и работал на пивоваренном заводе. Он ещё дважды возвращался в Гамбург в феврале и сентябре 1948 года. Случайно он встретил бывшего секретаря из концентрационного лагеря Равенсбрюк в Эппеншлаге в октябре 1948 года. В результате этой встречи 24 марта 1949 года Зурен и Пфлаум были арестованы, взяты под стражу в полицейском участке Графенау и доставлены в Деггендорф. Здесь он снова попытался бежать, но неудачно.
При побеге из концлагеря Зурен прихватил с собой ценности заключённых, такие как иностранная валюта, золото из зубов заключённых, кольца и часы. Зурен пытался торговать ими, но это привело к тому, что летом 1949 года он был обвинен и осуждён за незаконное хранение валюты, подделку документов, бартерные сделки и другие правонарушения.
Находясь в американскому плену, он отрицал совершение каких-либо преступлений в Равенсбрюке. В лагере был установлен строгий порядок в соответствии с правилами несения службы. Если бы наказания были назначены, то они имели бы законное обоснование. Каждый эсэсовец был бы наказан, если бы нарушил правила. Когда он сталкивался с отчётами заключённых, он представлял их как неправдивые показания. От него исходили фразы такие как «я объявляю это заявление недействительным» или «заявления нелепы». Даже когда он сталкивался с бывшими заключёнными, он использовал прежний командирский тон, чтобы запугать их и представить их показания недостоверными.
После осуждения Зурен был переведен в Раштатт вместе с Пфлаумом в конце июля 1949 года по запросу французских оккупационных сил. 10 марта 1950 был приговорён военным трибуналом к смертной казни. 12 июня 1950 года приговор был приведён в исполнение путём расстрела в гравийном карьере в части Баден-Бадена Зандвайер.